# Национално знаме на Буркина Фасо
Знамето на Буркина Фасо е съставено от две еднакви хоризонтални ивици – червена и зелена, и жълта петолъчка в средата. Цветовете са популярните пан-африкански цветове на Етиопия. Червеният цвят се свързва със социалистическата революция, а зеленият с богатството на Буркина Фасо. Жълтата петолъчка представлява пътеводната светлина на революцията. Знамето е прието на 4 август 1984 година.